# (12920) 1998 VM15
1998 في أم 15 (ويعرف أيضًا باسم (12920) 1998 في أم 15 وفق تسمية الكوكب الصغير) (بالإنجليزية: 1998 VM15)‏ هو كويكب ضمن حزام الكويكبات؛ وترتيبه 12920 من حيث الاكتشاف.
اكتُشف هذا الجُرم الفلكي بواسطة بحث لنكولن عن الكويكبات القريبة من الأرض في 10 نوفمبر 1998.

## وصلات خارجية
- (12920) 1998 VM15 في قاعدة بيانات مختبر الدفع النفاث لأجرام النظام الشمسي الصغيرة

- الاكتشاف · مخطط المدار ·  العناصر المدارية · المعلمات المادية

- (12920) 1998 VM15 على موقع ويكي سكاي: DSS2, SDSS, GALEX, IRAS, Hydrogen α, X-Ray, Astrophoto, Sky Map, Articles and images